# (12611) Ingres
(12611) Ingres est un astéroïde de la ceinture principale.

## Description
(12611) Ingres est un astéroïde de la ceinture principale. Il fut découvert le 24 septembre 1960 à l'observatoire Palomar par Cornelis Johannes van Houten, Ingrid van Houten-Groeneveld et Tom Gehrels. Il présente une orbite caractérisée par un demi-grand axe de 3,11 UA, une excentricité de 0,22 et une inclinaison de 2,5° par rapport à l'écliptique.
Il est nommé d'après le peintre néo-classique Jean-Auguste-Dominique Ingres (1780-1867).

## Compléments